# Никита Добронравов
Никита (Олег Станиславович Добронравов; Муром, СССР, 1. јануар 1962) је игуман, богослов, црквени историчар и канониста, запослени Одсека спољних црквених веза Московског патријархата, старешина Цркве Успења у Генералном конзулату Русије у финском Туркују.

## Биографија
Породица
- Отац: Добронравов Станислав (Слава) М. (родио се у свештеничкој породици Руска православна црква)
- Мајка: Добронравов (Малисхева) Љубов (из породице старе вернике Нижњег Новгорода)
- Деда: Мајкл Добронравов, дипломирани богословске школе у Мурому.
- Прадеда: Јуџин Добронравов, свештеник. Служио је у Нижњи Новгород и Владимир епархије. Ухапшен у 1924

Родбина
- Архиепископ Владимир и Суздал Николе (Добронравов);
- Игуманије Арсени (Добронравов Ана Гавриловна), у шеми Томас;
- Свештеник Вицторине Добронравов;
- Добронравов, Василиј Гавриловић, професор Владимир Богословије.

### Световно образовање
- 1995 Руски државни за хуманитарно универзитета (РГГУ), Завод за музеологија и заштита споменика историје и културе.

### Духовно образовање
- 1994 Богословије у Москви.
- 1998 Духовне Академије у Москви (МДА) (додељено је научно звање Кандидата богословља, за одбрањену дисертацију „Проблема дијаспоре у православној канонско право“)
- 2000 Дипломирао на Московске духовне академије ("Православље у Мађарској")[1]
- 2008 Або Академија (Турку, Финска), Богословски факултет

### Црквена служба
- 1985 - 1988 - цркве Благовести у Мурому
- 1990 - 1992 - референт, а убрзо и главног секретар архиепископа Владимира и Суздаља Евлогии (Смирнова).
- 1993 - 1997 - водич археолошке студије Духовне Академије у Москви (МДА).
- 1997 до данас - Одељење за спољне односе Цркве Московске Патријаршије. Секретар Комисије за сарадњу са Старог Верници и и православне вере (1999—2001).
- 2000 - 2001 - свештеник цркве у Хорошево (Москва).
- 2001 - 2002 - свештеник парохије Московске Патријаршије у Финска (Пори, Финска).
- 2002 - 2003 - старешина Александар Невски парохије (Копенхаген, Данска).[2]
- 2003-данас - старешина цркве Успења у Генерални конзулат Русије у Турку (Финска)

### Рукоположење
- 8. септембар 1991 - почетник (Владимира епископи Кућа / епископ Владимир и Суздаља Еулогиус (Смирнов)).
- 15. маја 1994, - у наратор хиротесииа (храм Покрова Пресвете Богородице (МДА) / епископ Дмитров Филарета (Карагодин)).
- 15. април 2000 - примио је монашки образ (саборној цркви у Смоленску / митрополит Кирил Смоленска и Калињинграда).
- 16. април 2000 - рукоположен је у чин јерођакона (саборној цркви у Смоленску / митрополит Смоленска и Калињинграда).
- 29. април 2000 - рукоположен је у чин јеромонаха (саборној цркви у Смоленску, / Митрополит Кирил од Смоленска и Калињинграда).
- Септембар 21, 2006 - унапређен је у чин игумана (Светог Николе у Хелсинкију / митрополит Смоленска и Калињинграда Кирил
- 3 / 16. април - Никита Исповедник, игуман манастира Мидикиискои

### Комисија Светог синода за старе вернике и православне вере
Био је иницијатор оснивања Комисије Светог синода за старе вернике и православне вере, а од 24. новембра 1999 до 2001. био њен први секретар.

24. новембра 1999 Одсек за спољне односе Цркве Московске Патријаршије, под предсједавањем митрополит Смоленска и Калињинграда Кирил, први састанак Комисије за координацију Руске православне цркве са Старим верника. Оснивање комисије, која има за циљ да развије и продуби сарадњу Руске православне цркве са Старим Верници у јачању традиционалних духовних вредности и норме нашег друштва, одобрен је од стране Светог синода Руске православне цркве..
Он је био један од иницијатора 26. до 28. новембра 2000 годишњице од 200-годишњице канонска живота старообриадних (Единоверие) парохија у крилу Московске Патријаршије.

### Општецрквене активности
Године 1998, представљао је позицију Руске православне цркве на форуму "Environment and Poverty" (Halki, 14-20. јун 1998), који је одржан на иницијативу Цариградске патријаршије у Истанбулу (Турска).
Године 2000. био је члан делегације Московске патријаршије да конференције о 2000 година хришћанства, направили презентацију „Проблем православне дијаспоре“ (Атина, Грчка).
Од 2007, члан редакције и аутор неколико чланака у часопису „Северни Благовест“ (Северный Благовест) - публикација парохија Руске православне цркве у Финској, Данској, Норвешка, Шведска и Исланд.

### Одликовања
- 2000 - Двоструки крст (награда румунског патријарха Феоктиста)
- 2002 (Ускрс) - Груди крст.
- 2002 (Божић) - чартер патријарха.
- 2006 – игуман